# Walter Schlüter
Walter Schlüter (Alemanya, 1911 - Alemanya, 1977) va ser un pilot alemany de ral·li, guanyador del Campionat d'Europa de Ral·lis de l'any 1954 amb un DKW 1000.
Walter va començar a dispotar proves d'automobilisme a la dècada dels anys 30, disputant entre d'altres, un cop finalitzada la Segona Guerra Mundial, el campionat alemany de Fórmula 3 de 1950. No serà fins al 1952 que donarà el pas als ral·lis.
L'any 1953 disputa la primera edició del Campionat d'Europa de Ral·lis com a company d'equip de Helmut Polensky, qui acabaria esdevenint el guanyador del campionat. L'any següent, quan DKV crea una línia de competició, Schlüter esdevé un dels tres pilots contractats per disputar l'europeu, aconseguint guanyar el campionat. A l'any següent, de nou amb DKW, finalitzaria subcampió per darrere de Werner Engel.